# 噴射推進實驗室小天體資料庫
噴射推進實驗室小天體資料庫（英語：JPL Small-Body Database，縮寫：SBDB）是一個附屬於天文學的太陽系小天體資料庫。它由NASA的噴射推進實驗室維護，提供所有已知的小行星和一些彗星的資料，包括軌道參數和關係圖，物理圖解和有關於小天體的出版品清單。這個資料庫基本上每天都會更新。

## 外部連結
- JPL Small-Body Database browser（页面存档备份，存于）